# جاي س. جونسون
جاي س. جونسون (بالإنجليزية: Jay Cee Johnson)‏ هو عازف جاز وملحن وعازف بيانو أمريكي، ولد في 14 سبتمبر 1896، وتوفي في 27 فبراير 1981.

## وصلات خارجية
- جاي س. جونسون على موقع ميوزك برينز (الإنجليزية)
- جاي س. جونسون على موقع ميوزك برينز (الإنجليزية)
- جاي س. جونسون على موقع قاعدة بيانات برودواي على الإنترنت (الإنجليزية)
- جاي س. جونسون على موقع أول ميوزيك (الإنجليزية)
- جاي س. جونسون على موقع ديسكوغز (الإنجليزية)
- جاي س. جونسون على موقع ديسكوغز (الإنجليزية)